# Nicolas Jean-de-Dieu Soult
Jean-de-Dieu Soult (n. 29 martie 1769 - m. 26 noiembrie 1851), duce de Dalmația, a fost un general, mareșal, mareșal general al armatelor regelui și om politic francez. În calitate de militar, a participat la războiele revoluției și războaiele napoleoniene. A avut apoi o lungă carieră politică, ajungând de trei ori în funcția de Președinte al Consiliului de Miniștri al Franței. A fost fratele generalului de cavalerie Pierre-Benoît Soult, care s-a remarcat la rândul său în timpul războaielor napoleoniene.
Voluntar încă din 1785, Soult este sublocotenent în 1792 și participă la războaiele revoluției în regiunea renană, devenind general de brigadă în 1794 și general de divizie în 1799. Se remarcă în mod deosebit sub ordinele lui Masséna la a doua bătălie de la Zurich și apoi din nou la asediul orașului Genova, unde este făcut prizonier de austrieci, pe 13 mai. Foarte apreciat de Napoleon I, devine Mareșal al Imperiului din prima promoție (1804) fiind numit colonel general al Gărzii Imperiale în același an. În 1805 Soult se distinge la Ulm și conduce atacul de legendă asupra platoului Pratzen, la Austerlitz.
În 1806 a participat cu distincție la Războiul celei de-a Patra Coaliții, având un rol deosebit de important la Jena, Eylau, Lubeck, Heilsberg. Devine duce de Dalmația în iunie 1808, fiind apoi trimis în Spania, unde alternează reușite strălucitoare cu eșecuri importante. Sunt de notorietate încercările sale de a se impune ca succesor la coroana Portugaliei, jefuind crunt teritoriile ocupate în folos propriu și reușind să se certe cu majoritatea comandanților marcanți din peninsulă și cu regele José I al Spaniei. Între 1812-1814, în contextul calității tot mai slabe a trupelor franceze din Spania, Soult a fost învins de mai multe ori de veteranii britanico-iberici ai lui Wellington, dar a reușit totuși să întărzie marșul acestuia din urmă spre Franța și apoi să îi cauzeze pierderi atât de semnificative la Toulouse, încât Wellington a fost nevoit să abandoneze orice plan de ofensivă imediată.
După prima abdicare a Împăratului, Soult s-a raliat Restaurației și a fost ministru de război între 3 decembrie 1814 și 11 martie 1815, înainte de a i se alătura lui Napoleon pentru „Cele o sută de zile”, fiind șef de stat major al armatei „Nordului” și servind la Ligny și Waterloo.
După cea de-a doua Restaurație a Bourbonilor, Soult este în dizgrație până în 1819, dar revine în prim plan și din 1827 este Pair al Franței, apoi ministru de război (1830-1834), președinte al Consiliului de miniștri (1832-1834). Pentru a se asigura de susținerea unui personaj cu un asemenea renume, regele Carol al X-lea i-a acordat titlul de Mareșal General al armatelor regelui, demnitate foart rar acordată în istoria Franței. Este apoi ministru al afacerilor externe (1839-1840), apoi din nou președinte al Consiliului și ministru de război (1840-1845) și, în fine, președinte al Consiliului și ministru fără portofoliu (1845-1847). Numele său este înscris pe Arcul de Triumf din Paris.